# Trung Phi (khu vực)

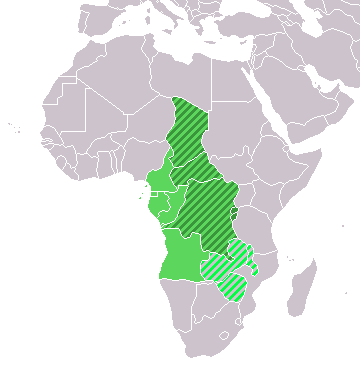
Trung Phi
Trung Phi (theo Liên hiệp quốc)
Liên bang Trung Phi (không còn tồn tại)

Trung Phi theo định nghĩa của Liên Hợp Quốc là vùng đất thuộc lục địa châu Phi ở phía nam sa mạc Sahara, nằm giữa Tây Phi và thung lũng Great Rift. Địa hình của khu vực này bị sông Congo và các nhánh của nó chia cắt thành nhiều bồn địa. Hệ thống sông Congo là hệ thống sông lớn thứ hai thế giới, sau hệ thống sông Amazon. Theo định nghĩa của Liên hiệp quốc thì chín quốc gia ở vùng Trung Phi bao gồm:
- Angola
- Cameroon
- Cộng hòa Trung Phi
- Tchad(Sát)
- Cộng hòa Dân chủ Congo
- Cộng hòa Congo
- Guinea Xích Đạo
- Gabon
- São Tomé và Príncipe

Tất cả các quốc gia trong vùng Trung Phi theo định nghĩa của Liên hiệp quốc và hai nước nữa hình thành nên Cộng đồng Kinh tế Trung Phi (ECCAS).
Liên bang Trung Phi (1953-1963), còn được gọi là Liên bang Rhodesia và Nyasaland được hình thành ở vùng đất nay là Malawi, Zambia và Zimbabwe, nay đã được chia ra thành nhiều phần thuộc Nam Phi hoặc Đông Phi. Xem thêm Trung Phi thuộc Anh (1891-1907).
Trung Phi là khu vực đông dân nhất châu Phi, dân cư chủ yếu là người Bantu.Tín ngưỡng của họ rất đa dạng.